# Kamatero
Kamatero (gr. Καματερό) – miasto w Grecji, w administracji zdecentralizowanej Attyka, w regionie Attyka, w jednostce regionalnej Ateny-Sektor Zachodni, w gminie Aji Anarjiri-Kamatero. W 2011 roku liczyło 28 361 mieszkańców. Położone w granicach Wielkich Aten.